# Syllepte secreta
Syllepte secreta là một loài bướm đêm trong họ Crambidae.